# Осада Хереса (1261)
Осада Хереса королем Кастилии Альфонсо X произошла в 1261 году (в 659 году хиджры [6 декабря 1260 — 25 ноября 1261], согласно Ибн Идхари), вероятно, поздней весной или в начале лета. Это привело к включению Херес-де-ла-Фронтера в состав Кастильского королевства.

## История
Во время осады Хереса был одним из нескольких автономных мусульманских анклавов, оставшихся после распада княжества Ибн Худа и успешных реконкистских кампаний отца Альфонсо, Фердинанда III. Помимо крупных эмиратов Гранада, Мурсия и Ньебла, несколько небольших городов-государств сохраняли сомнительную независимость. Во время его завоевания Хересом правил Ибн Абит, которого кастильские источники называют Абен Хабит, сеньор (господин) Хереса.
Вскоре после того, как Альфонсо X стал преемником своего отца в 1252 году, несколько автономных городов — Аркос, Херес, Лебриха, Медина-Сидония и Вехер — которые подчинились Фердинанду и согласились платить дань после падения Севильи в 1248 году, отказались продолжать выплаты Альфонсо X. К 1253 году Альфонсо X вынудил Херес возобновить сбор дани, а его брат Энрике вынудил Аркос и Лебриху сдаться. Однако Альфонсо X отказался выполнить обещание их отца о обширном южном правлении для Энрике. Его младший брат восстал, пытался завоевать Ньеблу, потерпел поражение от Нуньо Гонсалеса де Лара возле Лебрихи в 1255 году и отправился в изгнание.
В конце 1260 года Альфонсо X созвал кортесы в Севилье, чтобы дать совет «относительно дела Африки» (fecho de África), то есть следующего шага в запланированном африканском крестовом походе после неудавшегося крестового похода Сале (1260). Согласно «Хронике Альфонсо X», в которой события 1253 и 1261 годов ошибочно перенесены в 1255 год, король сказал собранию, что желает «служить Богу, причиняя вред маврам [и] захватив их земли», особенно вблизи города Севильи. Затем он спросил собрание, следует ли ему сначала атаковать Ньеблу или Херес. Последний был выбран из-за его стратегической важности для обороны недавно построенного порта Эль-Пуэрто-де-Санта-Мария. Вполне вероятно, что кортесы санкционировали налог для оплаты как кампании против Хереса, так и кампании против Ньеблы, поскольку Альфонсо X все ещё собирал задолженность пятнадцать лет спустя.
Альфонсо X с помощью гранадского эмира Мухаммеда I осадил Херес в течение одного месяца, прежде чем граждане начали переговоры по собственной инициативе. Опасаясь, что ценные сады и оливковые рощи вокруг города могут быть повреждены в результате длительной войны, они предложили подчиниться кастильскому правлению и заплатить Альфонсо X дань, которую они ежегодно отдавали Ибн Абиту, если Альфонсо оставит им контроль над своей собственностью. Поскольку у него все ещё были трудности с доставкой христианских поселенцев в Севилью, Альфонсо X удовлетворил их просьбу. Затем горожане дали Ибн Абиту, оставшемуся в алькасаре (цитадель), ультиматум: смирись с Альфонсо или уходи. Сеньор Хереса договорился о сдаче цитадели и о безопасном проезде для него и всего его имущества.
После капитуляции Альфонсо X назначил Нуньо Гонсалеса де Лара ответственным за алькасар с титулом алькаида (кастеляна). Нуньо передал свои полномочия рыцарю по имени Гарсия Гомес Каррильо. Алькасар был пополнен едой и оружием. Мусульмане Хереса остались в своих домах и собственности внутри и снаружи стен.